# 春風亭柳朝 (6代目)
六代目 春風亭 柳朝（しゅんぷうてい りゅうちょう、1970年8月28日 - ）は、落語家。本名∶谷田 正宏。落語協会所属。

## 略歴
静岡県静岡市駿河区出身。父親の転勤のため、三重県員弁郡北勢町立阿下喜小学校→名古屋市立猪高小学校→静岡市立大谷小学校→札幌市立平岸西小学校と小学校を4回転校する。北海道札幌旭丘高等学校、日本大学法学部政治経済学科卒業。日大では落語研究会（日本大学経商法落語研究会）に所属した。
1994年8月27日、春風亭一朝（五代目春風亭柳朝の惣領弟子）に入門、一朝の惣領弟子となる。師匠一朝の弟弟子いなせ家半七が前座時代に名乗っていた前座名の朝吉を名乗る。1996年、第1回岡本マキ賞受賞。
1998年11月に二ツ目昇進し、朝之助に改名。
2007年3月に四代目隅田川馬石、柳家喬之助、古今亭菊志ん、柳家我太楼とともに真打昇進。六代目春風亭柳朝を襲名。

## 芸歴
- 1994年8月∶	春風亭一朝に入門、前座名「朝吉」。
- 1998年11月∶二ツ目昇進、「朝之助」と改名。
- 2007年3月∶真打昇進、六代目春風亭柳朝を襲名。

## メディア出演

### テレビ
- ふるさと愉快亭 小朝が参りました（1997 - 1998年、NHK）アシスタント
- 古畑任三郎 S3第1話（通算第28回1999年4月13日、フジテレビ） - 若手落語家 役[6]
- わろてんか（2018年1月13日、NHK)　目黒亭柳三 役

### ラジオ
- 土曜ほっとタイム（NHKラジオ第一）ラジオ子供科学電話相談“親子ではてな？”司会

### 映画
- 二つ目物語（2022年、林家しん平監督）- 居酒屋の客 役